# Collectivité territoriale
Collectivité territoriale (doslovně územní společenství, plným názvem collectivité territoriale de la République, před ústavní změnou z 28. března 2003 nazývaná též collectivité locale) je ve Francii právnická osoba dle veřejného práva, která vykonává na svém území některé pravomoce, které na ni přenesl stát. 

## Právní vymezení
Její existenci zajišťuje Ústava Páté republiky ve své hlavě XII a konkrétní fungování vymezuje Code général des collectivités territoriales (Všeobecný zákoník o územních společenstvích). V českém prostředí odpovídá zhruba pojmu územní samosprávný celek s přenesenou působností.

## Charakteristika
Článek 72 Ústavy stanoví existenci místních orgánů, které přebírají rozhodnutí ve všech záležitostech, které lze nejlépe realizovat na jejich úrovni. Tentýž článek stanoví, že tyto orgány jsou spravovány volenými radami. Tyto mají právní samostatnost, ale mají jen takové správní pravomoci, které jsou vymezeny zákonem. Moc Francouzského parlamentu je do jisté míry omezena zásadou volné správy místních orgánů, uznané ústavní radou v roce 1979. Tento princip samosprávy se vztahuje i na vztahy mezi místními orgány, neboť Ústava stanoví, že žádné územní společenství nemůže vykonávat pravomoc nad jiným.
Obce, departementy a regiony využívají ustanovení o obecné způsobilosti, které jim umožňuje do určité míry (vymezené judikaturou) působit ve veřejných oblastech, pokud je to ve veřejném zájmu. Tato doložka byla zavedena ve prospěch obcí zákonem ze dne 5. dubna 1884: „městská rada upravuje svým jednáním záležitosti obce." Podobná ustanovení byla zavedena později departementům a regionům a jsou součástí Všeobecného zákoníku o územních společenstvích.
Na území města Paříže (obec se statutem departementu) a rovněž na Martiniku, Francouzské Guyaně, Mayotte, Guadeloupe a Réunionu (departementy se statutem regionu) souběžně existují vždy dvě identické korporace s odlišnými pravomocemi.

## Typy společenství
Následující přehled zachycuje fakta platná k březnu 2016:
Článek 72 Ústavy umožňuje několik druhů územních společenství:
- cca 35 600 francouzských obcí včetně tří obcí se zvláštním statutem (Paříž, Lyon, Marseille)
- Métropole de Lyon (ostatní métropoles mají statut pouhého svazku obcí)
- departementy
  - 95 departementů v metropolitní Francii
  - město Paříž s postavením departementu
  - pět zámořských departementů
- regiony
  - 12 regionů v metropolitní Francii
  - Korsika (Collectivité territoriale de Corse)
  - 5 zámořských regionů
- Nová Kaledonie (označovaná jako collectivité sui generis) se zvláštním potavením
  - její tři provincie: Severní Kaledonie, Jižní Kaledonie a ostrovy Loyauté
- pět zámořských společenství (collectivités d'outre-mer): Saint Pierre a Miquelon, Svatý Bartoloměj, Svatý Martin, Wallis a Futuna, Francouzská Polynésie
- tři jednotná územní společenství (collectivité territoriale unique): Martinik, Francouzská Guyana, Mayotte (která jsou zároveň departementem i regionem)

Za územní společenství se naopak nepovažují:
- městské obvody tří měst se zvláštním statutem
- zhruba 2000 kantonů
- 335 arrondissementů
- svazky obcí: communauté de communes, communauté d'agglomération, communauté urbaine a métropole
- zámořská území: Francouzská jižní a antarktická území a Clippertonův ostrov
- unitární stát sám o sobě